# Mạng riêng ảo

Một ví dụ về Mạng riêng ảo

Mạng riêng ảo hay VPN (virtual private network) là một mạng riêng để kết nối các máy tính của các công ty, tập đoàn hay các tổ chức với nhau thông qua mạng Internet công cộng. Các lợi ích của mạng riêng ảo bao gồm tăng cường chức năng bảo mật và quản lý mạng riêng. Nó cung cấp quyền truy cập vào các tài nguyên không thể truy cập được trên mạng công cộng và thường được sử dụng cho các nhân viên làm việc từ xa.

## Mục đích
Công nghệ VPN chỉ rõ 3 yêu cầu cơ bản:
1. Cung cấp truy nhập từ xa tới tài nguyên của tổ chức mọi lúc, mọi nơi.
2. Kết nối các chi nhánh văn phòng với nhau.
3. Kiểm soát truy nhập của khách hàng, nhà cung cấp và các thực thể bên ngoài tới những tài nguyên của tổ chức.

## Các mô hình VPN
Các mô hình VPN bao gồm: 

### Truy cập từ xa (remote-Access)
Hay cũng được gọi là Mạng quay số riêng ảo (Virtual Private Dial-up Network) hay VPDN, đây là dạng kết nối User-to-Lan áp dụng cho các công ty mà các nhân viên có nhu cầu kết nối tới mạng riêng (private network) từ các địa điểm từ xa và bằng các thiết bị khác nhau.
Khi VPN được triển khai, các nhân viên chỉ việc kết nối Internet thông qua các ISP và sử dụng các phần mềm VPN phía khách để truy cập mạng công ty của họ. Các công ty khi sử dụng loại kết nối này là những hãng lớn với hàng trăm nhân viên thương mại. Các Truy Cập từ xa VPN đảm bảo các kết nối được bảo mật, mã hoá giữa mạng riêng rẽ của công ty với các nhân viên từ xa qua một nhà cung cấp dịch vụ thứ ba (third-party).
Có hai kiểu Truy cập từ xa VPN:
1. Khởi tạo bởi phía khách (Client-Initiated) – Người dùng từ xa sử dụng phần mềm VPN client để thiết lập một đường hầm an toàn tới mạng riêng thông qua một ISP trung gian.
2. Khởi tạo bởi NAS (Network Access Server-initiated) – Người dùng từ xa quay số tới một ISP. NAS sẽ thiết lập một đường hầm an toàn tới mạng riêng cần kết nối.

Với Truy cập từ xa VPN, các nhân viên di động và nhân viên làm việc ở nhà chỉ phải trả chi phí cho cuộc gọi nội bộ để kết nối tới ISP và kết nối tới mạng riêng của công ty, tổ chức. Các thiết bị phía máy chủ VPN có thể là Cisco Routers, PIX Firewalls hoặc VPN Concentrators, phía client là các phần mềm VPN hoặc Cisco Routers.
Site-to-Site: Bằng việc sử dụng một thiết bị chuyên dụng và cơ chế bảo mật diện rộng, mỗi công ty có thể tạo kết nối với rất nhiều các site qua một mạng công cộng như Internet.

## Các giải pháp VPN
Bộ tập trung VPN hay VPN Concentrator kết hợp các kỹ thuật mã hóa và xác thực. Chúng được thiết kế đặc biệt để tạo một truy cập từ xa hoặc site-to-site VPN và lý tưởng cho yêu cầu có một thiết bị duy nhất để xử lý một số lượng rất lớn các đường hầm VPN. Một concentrator ví dụ Cisco VPN concentrator cung cấp tính sẵn sàng cao, hiệu suất cao và khả năng mở rộng và bao gồm các thành phần, được gọi là Scalable Encryption Processing (SEP) mô-đun, cho phép người dùng dễ dàng tăng công suất và thông lượng. Concentrator có thể hỗ trợ từ các doanh nghiệp nhỏ với 100 người dùng trở xuống truy cập từ xa đến các tổ chức doanh nghiệp lớn với khoảng 10.000 người đồng thời truy cập từ xa.